# Amerikanskt kermesbär
Amerikanskt kermesbär (Phytolacca americana) är en kermesbärsväxtart som beskrevs av Carl von Linné. Amerikanskt kermesbär ingår i släktet kermesbärsläktet, och familjen kermesbärsväxter. Utöver nominatformen finns också underarten P. a. rigida.
Blomman är vit.

## Bildgalleri

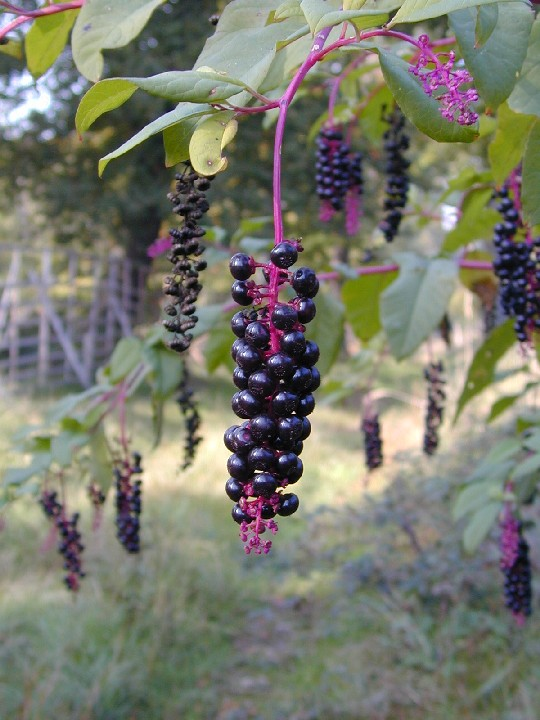
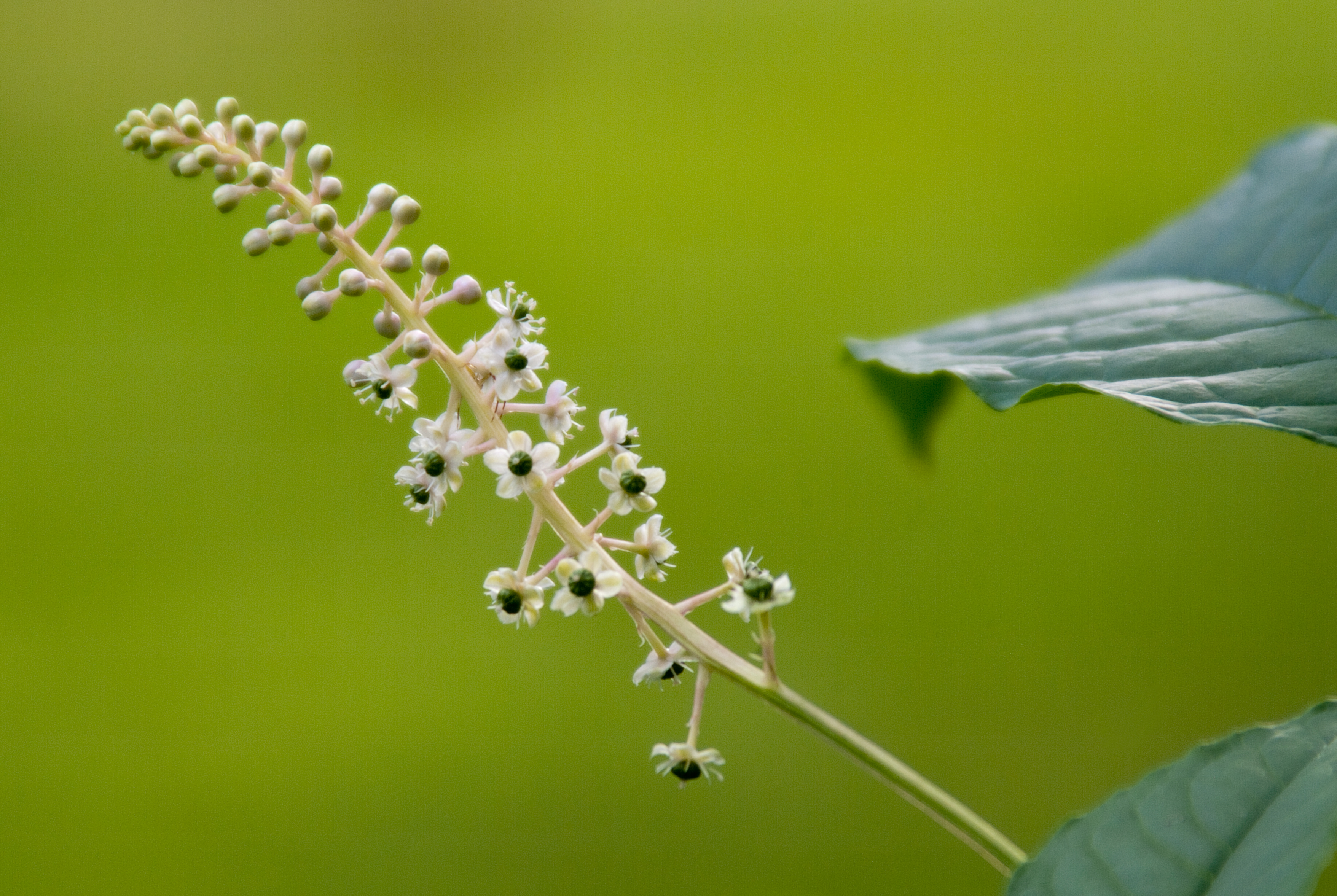
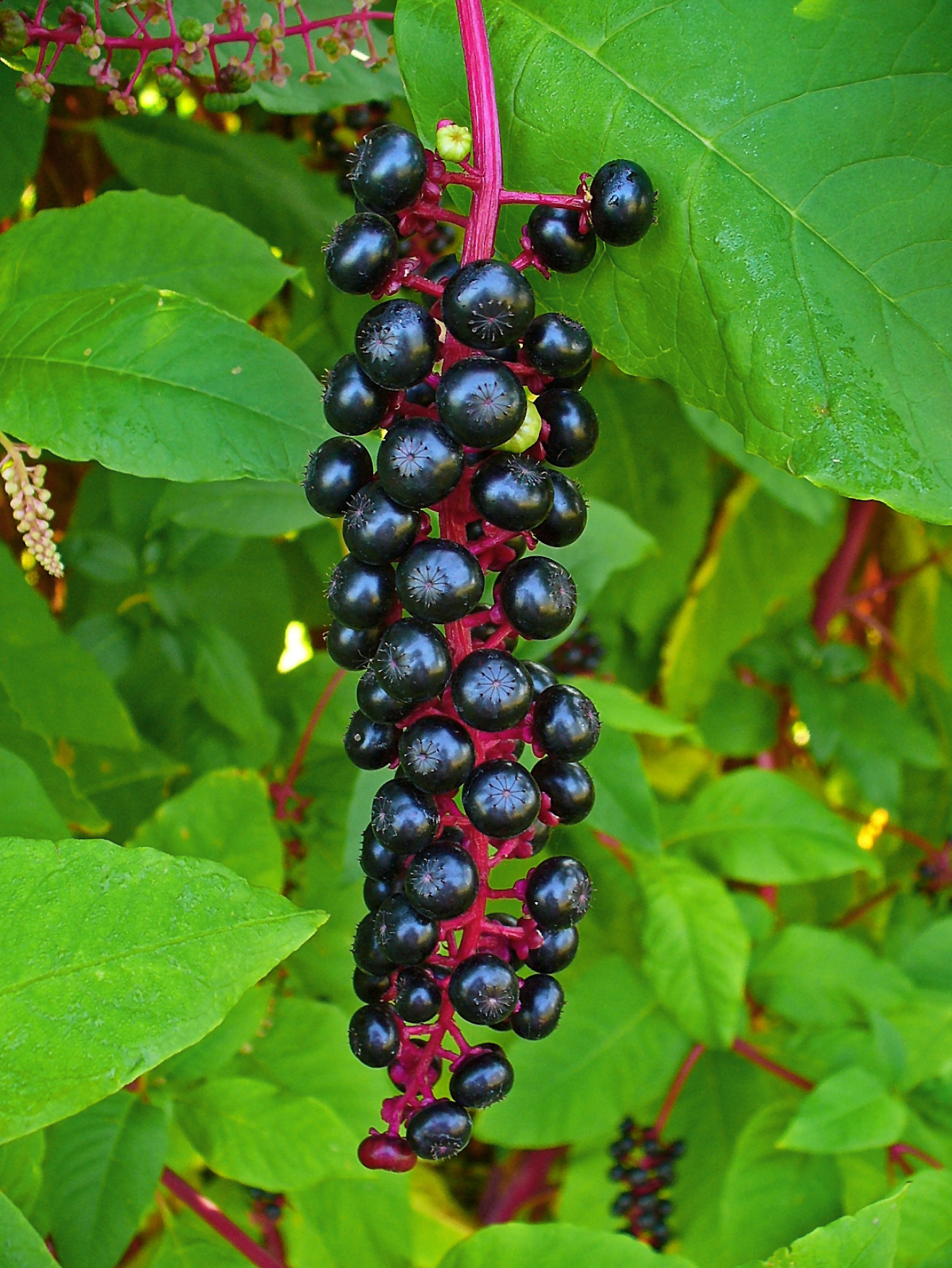
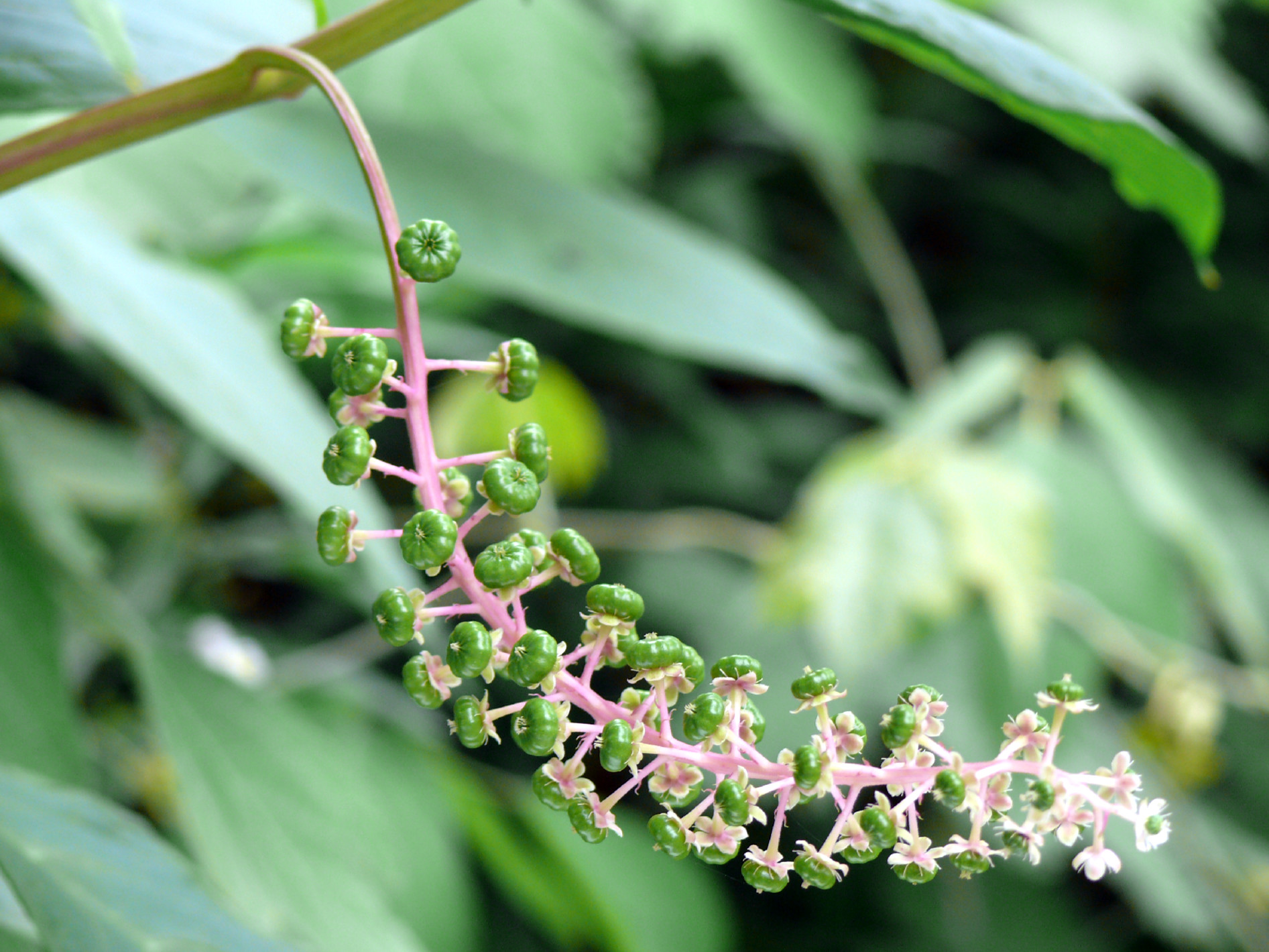
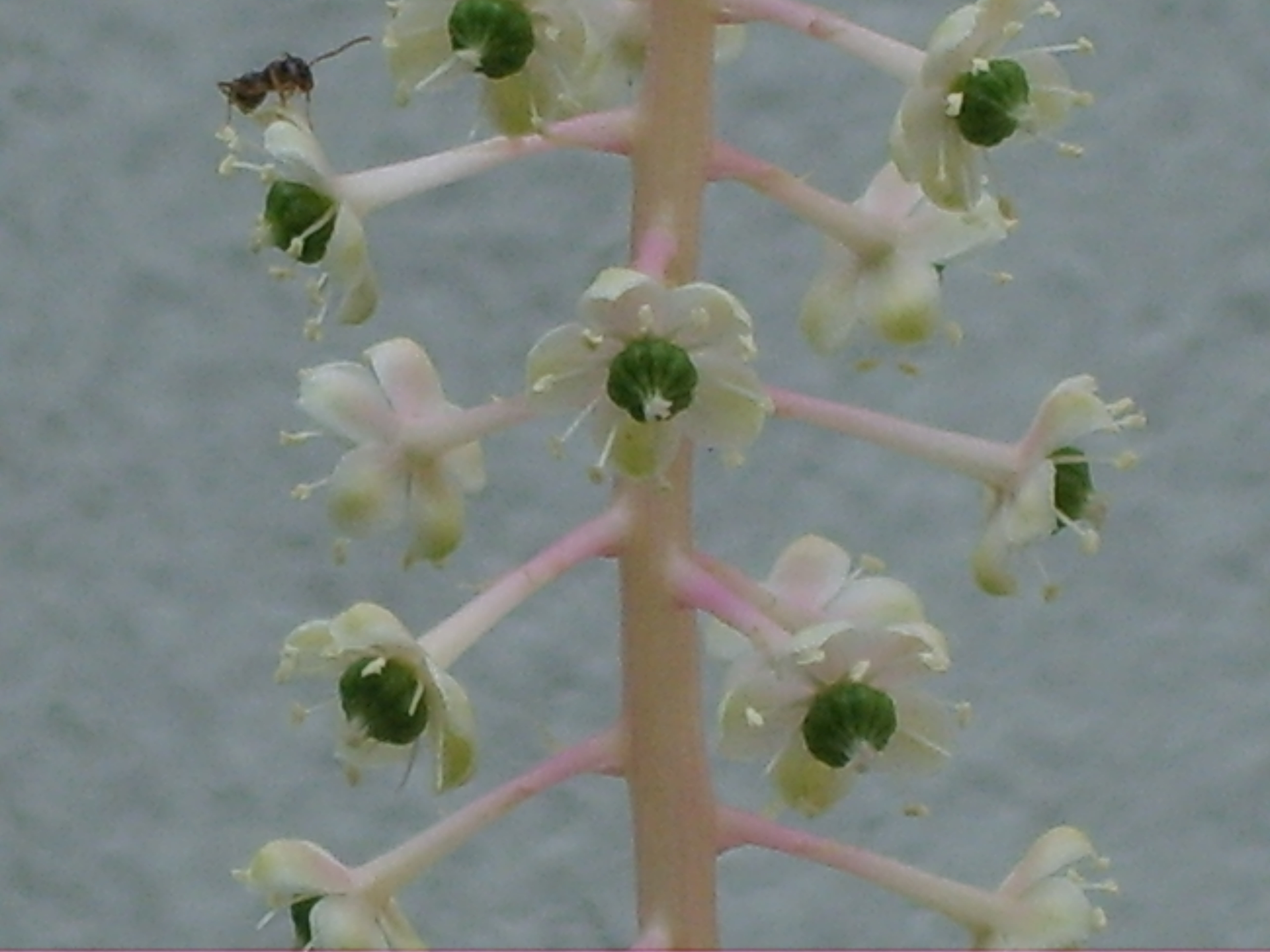
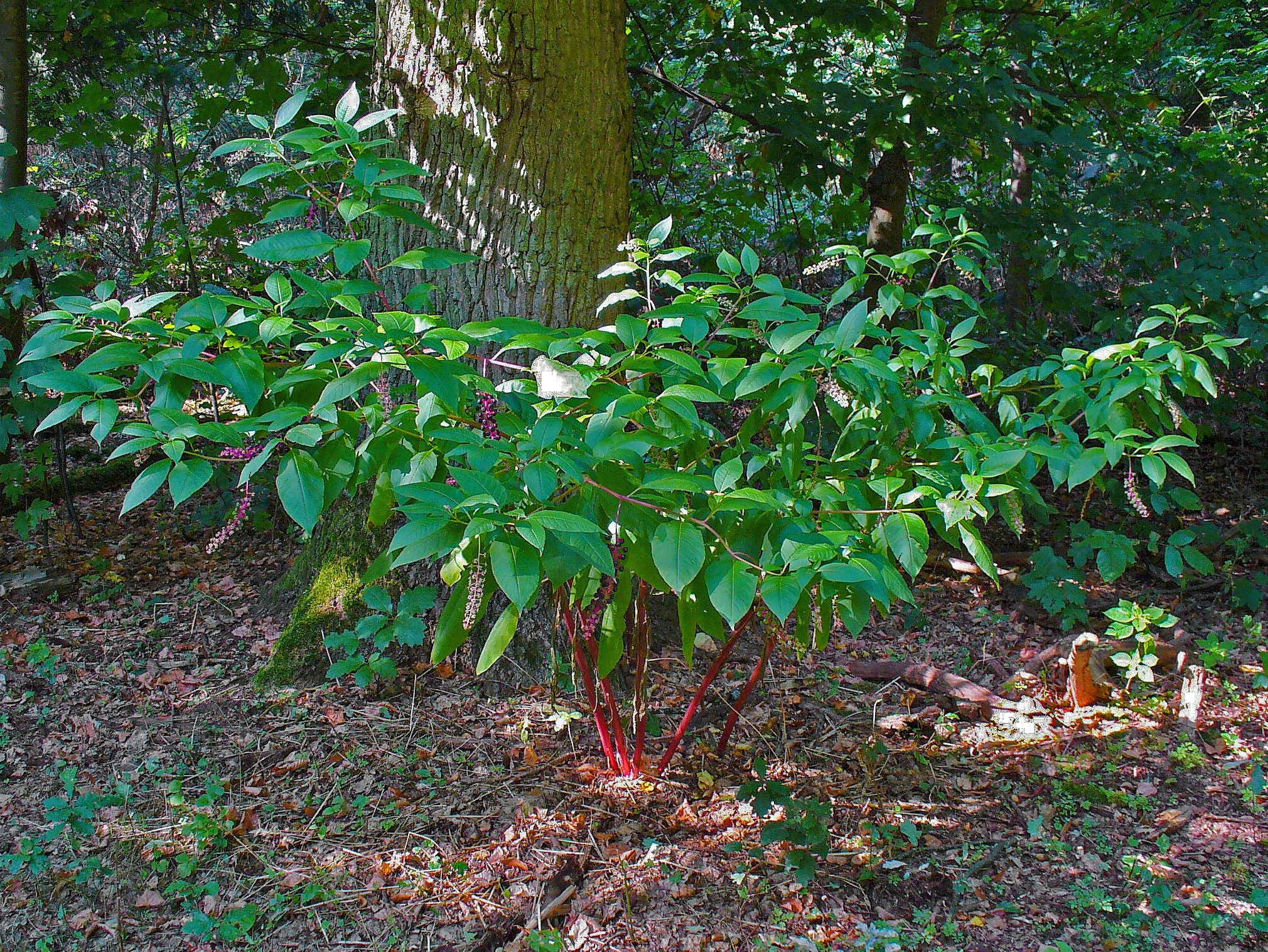